# Уитмер, Тамара
Тама́ра Линн Уи́тмер (англ. Tamara Lynn Witmer; род. 21 марта 1984, Валенсия, Калифорния, США) — американская актриса и фотомодель. Была Playmate мужского журнала «Playboy» в августе 2005 года.

## Фильмография
| Год  |   | Русское название   | Оригинальное название | Роль              |
| ---- | - | ------------------ | --------------------- | ----------------- |
| 2007 | в | Охота на динозавра | Supergator            | Джиджи            |
| 2008 | ф | Заложница          | Taken                 | проститутка       |
| 2009 | ф | Голая правда       | The Ugly Truth        | сальсо-танцовщица |
| 2010 | с |                    | Badass!               | девушка           |